# Пољане при Жужемберку
Пољане при Жужемберку (словен. Poljane pri Žužemberku) је насељено место у општини Жужемберк, регија Југоисточна Словенија, Словенија.

## Историја
До територијалне реорганизације у Словенији било је у саставу старе општине Ново Место.

## Становништво
У попису становништва из 2011. године, Пољане при Жужемберку је имало 31 становника.
| Број становника према пописима | Број становника према пописима | Број становника према пописима |
| ------------------------------ | ------------------------------ | ------------------------------ |
| 1991                           | 2002                           | 2011                           |
| 27                             | 27                             | 31                             |

Напомена: До 1953. исказивано под именом Пољане. Године 2000. извршена је мања размена територија између насеља Пољане при Жужемберку и Врх при Крижу.